# حبیب رضایی
حبیب رضایی  (زاده ۱۲ بهمن ۱۳۴۸) بازیگر و کارگردان اهل ایران است.

## زندگی
رضایی در ۱۲ بهمن ۱۳۴۸ در تهران به دنیا آمد و تحصیلات خود را تا مقطع لیسانس ادامه داد.وی ازشاگردان امین تارخ دردوره اول کارگاه آزادبازیگری بود  . وی در فیلم آژانس شیشه‌ای و کسب جایزهٔ سیمرغ بلورین بهترین بازیگر مرد مکمل در سینمای ایران مطرح شد.

## جایزه‌ها

### جشنواره فیلم فجر
- برنده سیمرغ بلورین بهترین بازیگر مرد (اینجا چراغی روشن است) دوره ۲۱ (مسابقه سینمای ایران) سال ۱۳۸۱
- برنده دیپلم افتخار بهترین بازیگر نقش مکمل مرد (آژانس شیشه‌ای) دوره ۱۶ (مسابقه سینمای ایران) سال ۱۳۷۶

### جشن خانه سینما
- کاندید تندیس زرین بهترین بازیگر نقش اول مرد (اینجا چراغی روشن است) دوره ۷ (مسابقه) سال ۱۳۸۲
- کاندید تندیس زرین بهترین بازیگر نقش مکمل مرد (بمانی) دوره ۶ (مسابقه) سال ۱۳۸۱

### سایر
- سومین بازیگر نقش مکمل مرد سال (بمانی)، دوره ۱۷ منتخب نویسندگان و منتقدان (بهترین‌های سال) در سال ۱۳۸۱

## فیلم‌شناسی

### سینما
| سال  | نام فیلم                    | سمت                                       | کارگردان         | توضیحات                          |
| ---- | --------------------------- | ----------------------------------------- | ---------------- | -------------------------------- |
| ۱۳۹۸ | دست انداز                   | بازیگر                                    | کمال تبریزی      |                                  |
| ۱۳۹۷ | بی‌حسی موضعی                 | بازیگر و تهیه‌کننده                        | حسین مهکام       |                                  |
| ۱۳۹۷ | سرخ‌پوست                     | بازیگر                                    | نیما جاویدی      |                                  |
| ۱۳۹۶ | بمب؛ یک عاشقانه             | بازیگر                                    | پیمان معادی      |                                  |
| ۱۳۹۵ | یک قناری، یک کلاغ           | بازیگر                                    | اصغر عبداللهی    |                                  |
| ۱۳۹۲ | آرایش غلیظ                  | بازیگر                                    | حمید نعمت‌الله    |                                  |
| ۱۳۹۲ | طبقه‌ی حساس                  | بازیگردان                                 | کمال تبریزی      |                                  |
| ۱۳۹۱ | همه‌چیز برای فروش            | بازیگر                                    | امیر ثقفی        |                                  |
| ۱۳۹۰ | کلاه‌قرمزی و بچه‌ننه          | مدیر هنری                                 | ایرج طهماسب      | آخرین قسمت از سه گانهٔ کلاه قرمزی |
| ۱۳۹۰ | بغض                         | امور بازیگران                             | رضا درمیشیان     |                                  |
| ۱۳۹۱ | آشغال‌های دوست داشتنی        | بازیگر                                    | محسن امیریوسفی   |                                  |
| ۱۳۸۹ | خیابان‌های آرام              | انتخاب بازیگر                             | کمال تبریزی      | فیلم توقیف است                   |
| ۱۳۸۹ | اسب حیوان نجیبی است         | بازیگر                                    | عبدالرضا کاهانی  |                                  |
| ۱۳۸۹ | من مادر هستم                | بازیگر                                    | فریدون جیرانی    |                                  |
| ۱۳۸۸ | تهران ۱۵۰۰                  | بازیگر، مشاور فیلمنامه                    | بهرام عظیمی      | اولین انیمیشن سینمایی ایران      |
| ۱۳۸۷ | پاداش                       | بازیگردان                                 | کمال تبریزی      | فیلم توقیف است                   |
| ۱۳۸۷ | بی‌پولی                      | بازیگر                                    | حمید نعمت‌الله    |                                  |
| ۱۳۸۷ | بیست                        | بازیگر                                    | عبدالرضا کاهانی  |                                  |
| ۱۳۸۶ | همیشه پای یک زن در میان است | نویسنده، بازیگر، بازیگردان، انتخاب بازیگر | کمال تبریزی      |                                  |
| ۱۳۸۵ | پاداش سکوت                  | انتخاب بازیگر                             | مازیار میری      |                                  |
| ۱۳۸۳ | به رنگ ارغوان               | انتخاب بازیگر، بازیگردان                  | ابراهیم حاتمی‌کیا | فیلم پنج سال توقیف بود           |
| ۱۳۸۳ | یک تکه نان                  | انتخاب بازیگر، بازیگردان                  | کمال تبریزی      |                                  |
| ۱۳۸۲ | مارمولک                     | انتخاب بازیگر، بازیگردان                  | کمال تبریزی      |                                  |
| ۱۳۸۱ | اینجا چراغی روشن است        | بازیگر                                    | رضا میرکریمی     |                                  |
| ۱۳۸۰ | ارتفاع پست                  | دستیار کارگردان، بازیگردان                | ابراهیم حاتمی‌کیا |                                  |
| ۱۳۸۰ | من، ترانه ۱۵ سال دارم       | انتخاب بازیگر، بازیگردان                  | رسول صدرعاملی    |                                  |
| ۱۳۸۰ | بمانی                       | بازیگر                                    | داریوش مهرجویی   |                                  |
| ۱۳۷۸ | شوخی                        | بازیگر                                    | همایون اسعدیان   |                                  |
| ۱۳۷۶ | آژانس شیشه‌ای                | بازیگر                                    | ابراهیم حاتمی‌کیا |                                  |

### تلویزیون
| سال       | نام برنامه   | سمت            | کارگردان               |
| --------- | ------------ | -------------- | ---------------------- |
| ۱۳۹۸      | هم‌گناه       | بازیگر         | مصطفی کیایی            |
| ۱۳۹۱      | گپ           | مشاور کارگردان | رامبد جوان             |
| ۱۳۹۱–۱۳۹۰ | کلاه‌قرمزی ۹۱ | مشاور هنری     | ایرج طهماسب            |
| ۱۳۸۷      | کلاه‌قرمزی ۸۸ | مدیر هنری      | ایرج طهماسب            |
| ۱۳۸۷      | شهریار       | انتخاب بازیگر  | کمال تبریزی            |
| ۱۳۸۱      | خاک سرخ      | بازیگر         | ابراهیم حاتمی‌کیا       |
| ۱۳۷۷–۱۳۷۶ | هفت‌سنگ       | بازیگر         | سید عبدالرضا نواب‌صفوی  |
| ۱۳۷۵      | خانه سبز     | بازیگر         | بیژن بیرنگ، مسعود رسام |

### تئاتر
| سال       | نام نمایشنامه                          | سمت            | کارگردان      | توضیحات                              |
| --------- | -------------------------------------- | -------------- | ------------- | ------------------------------------ |
| ۱۳۷۷      | مجلس نامه                              | بازیگر         | محمد رحمانیان | تئاتر شهر - سالن سایه                |
| ۱۳۷۸      | مصاحبه                                 | بازیگر         | محمد رحمانیان | تئاتر شهر - سالن چهارسو              |
| ۱۳۷۸      | مجلس نامه                              | بازیگر         | محمد رحمانیان | تئاتر شهر - سالن چهارسو              |
| ۱۳۷۹      | خروس                                   | بازیگر         | محمد رحمانیان | تئاتر شهر - سالن چهارسو              |
| ۱۳۷۹      | شب سیزدهم                              | بازیگر         | حمید امجد     |                                      |
| ۱۳۸۰      | شهادت‌خوانی قدمشاد مطرب در تهران        | مشترک کارگردان | محمد رحمانیان | تئاتر شهر - سالن چهارسو              |
| ۱۳۸۲      | پل                                     | مشترک کارگردان | محمد رحمانیان | تئاتر شهر - سالن چهارسو              |
| ۱۳۸۳      | آواز قو                                | بازیگر         | محمد رحمانیان | تئاتر شهر - سالن سایه                |
| ۱۳۸۴و۱۳۸۵ | فنز                                    | بازیگر         | محمد رحمانیان | تئاتر شهر - سالن چهارسو / تالار وحدت |
| ۱۳۸۶      | عشقه                                   | مشترک کارگردان | محمد رحمانیان | تئاتر شهر                            |
| ۱۳۸۷      | مانیفست چو                             | مشاور کارگردان | محمد رحمانیان | تئاتر شهر - سالن چهارسو              |
| ۱۳۹۲      | روایت ناتمام یک فصل معلق               | مشاور کارگردان | هومن سیدی     | تالار حافظ                           |
| ۱۳۹۲و۱۳۹۳ | ترانه‌های قدیمی                         | بازیگر         | محمد رحمانیان | سالن همایش اکو                       |
| ۱۳۹۳      | دل سگ                                  | بازیگر         | محمد یعقوبی   | ایرانشهر - سالن ناظرزاده کرمانی      |
| ۱۳۹۳      | نمایشنامه‌خوانی "نمایشی برای تو"        | بازیگر         | محمد رحمانیان | کانون پرورش فکری کودکان و نوجوانان   |
| ۱۳۹۴      | نمایشنامه‌خوانی روز واقعه               | بازیگر         | محمد رحمانیان | تئاتر شهر - سالن اصلی                |
| ۱۳۹۴      | سینماهای من                            | بازیگر         | محمد رحمانیان | پردیس سینمایی چهارسو                 |
| ۱۳۹۵      | فیلم‌تئاتر عشقه                         | مشترک کارگردان | محمد رحمانیان | پردیس سینمایی چهارسو                 |
| ۱۳۹۵      | نمایشنامه‌خوانی هفت مجلس در عزا و معجزه | بازیگر         | محمد رحمانیان | تئاتر شهر - سالن اصلی                |
| ۱۳۹۵      | آدامس خوانی                            | بازیگر         | محمد رحمانیان | ایرانشهر - سالن استاد سمندریان       |
| ۱۳۹۶      | آینه‌های روبرو                          | بازیگر         | محمد رحمانیان | تالار وحدت                           |